# Tišina (televizijska serija)
Tišina (španjolski: El silencio) je španjolska televizijska serija koju distribuira Netflix i koju je stvorio Aitor Gabilondo.
Serija je premijerno prikazana 19. svibnja 2023.

## Radnja
Sergio Ciscar prestao je govoriti na dan kada je ubio svoje roditelje bez otkrivanja razloga za zločin. Šest godina kasnije pušten je iz zatvora, a tim psihologa ima zadatak utvrditi potencijalnu opasnost koju predstavlja za društvo, potajno ga promatrajući dan i noć.

## Glumačka postava
- Arón Piper kao Sergio Ciscar
- Almudena Amor kao Ana Dussuel
- Cristina Kovani kao Marta
- Manu Ríos kao Eneko
- Aitor Luna kao Cabrera
- Ramiro Blas kao Natanael
- Aria Bedmar kao Greta
- Mikel Losada kao Mikel

## Produkcija
Serija dolazi od produkcijskog studia Alea Media koja je za Netflix napravila seriju. Autor serije je Aitor Gabilondo. Lokacije snimanja uključivale su Madrid i Bilbao.

## Vanjske poveznice
- Službena stranica na netflix.com
- El silencio u internetskoj bazi filmova IMDb-a